# Jug (miejscowość)
Jug (ros. Юг) – osiedle w Rosji, w Kraju Permskim, w rejonie permskim. W 2010 liczyło 2784 mieszkańców.